# Université Jaume I
L'Université Jaume I (en catalan Universitat Jaume I, UJI) est une université publique d'enseignement supérieur et de recherche, fondée en 1991 à Castellón de la Plana. Elle porte le nom de Jacques Ier d'Aragon.

## Présentation
Avec 15 000 étudiants, elle peut se permettre une politique de gestion proche des élèves.[réf. nécessaire]

## Personnalités liées à l'université

### Professeurs
- Eva Alcón Soler

### Etudiants
- Pablo Molinero